# Jákó
Jákó ist eine ungarische Gemeinde im Kreis Kaposvár im Komitat Somogy.

## Geografische Lage
Jákó liegt ungefähr 20 Kilometer westlich der Stadt Kaposvár. Nachbargemeinden sind Csököly, Kiskorpád und Nagybajom.

## Söhne und Töchter der Gemeinde
- Bella Nagy (1879–1947), Schauspielerin
- Miklós Zrínyi (* 1949), Chemiker und Hochschullehrer

## Sehenswürdigkeiten
- Glockenturm (Harangtorony)
- Landhaus Bíró (Bíró kúria), erbaut 1832
- Landhaus Csépán (Csépán kúria)
- Landhaus Kacskovics (Kacskovics kúria)
- Reformierte Kirche, erbaut 1856
- Römisch-katholische Kirche Magyarok Nagyasszonya, erbaut in den 1990er Jahren

## Verkehr
Durch Jákó verläuft die Landstraße Nr. 6618. Der am nordöstlichen Rand der Gemeinde gelegene Bahnhof Jákó-Nagybajom ist angebunden an die Eisenbahnstrecke von Dombóvár nach Gyékényes.